# Unterläufigkeit
Als Unterläufigkeit wird der Wasserabfluss an Stauanlagen und Bauwerken in der Deichlinie durch Hohlräume oder wasserleitende Baugrundschichten bezeichnet. Die Unterläufigkeit (seitlich auch: Umläufigkeit) gefährdet die Standsicherheit des Bauwerks durch zunehmende Erosion bis zur vollkommenen Zerstörung. Dem wird dadurch entgegengewirkt, dass der Weg verlängert wird, den das Sickerwasser von der einen zur anderen Seite des Bauwerks zurücklegen muss. Dadurch wird der Sickerwiderstand erhöht. Das wird mit Hilfe von Dichtungsschleiern, Spundwänden oder Schlitzwänden unterhalb und/oder seitlich des Bauwerks erreicht. Dichtungsschleier werden durch Einspritzung von dichtenden Mitteln in den Felsuntergrund und in die Talflanken eingebracht, bei Wehren werden Herdmauern sowie Spundwände eingesetzt.